# Суперкомп'ютер

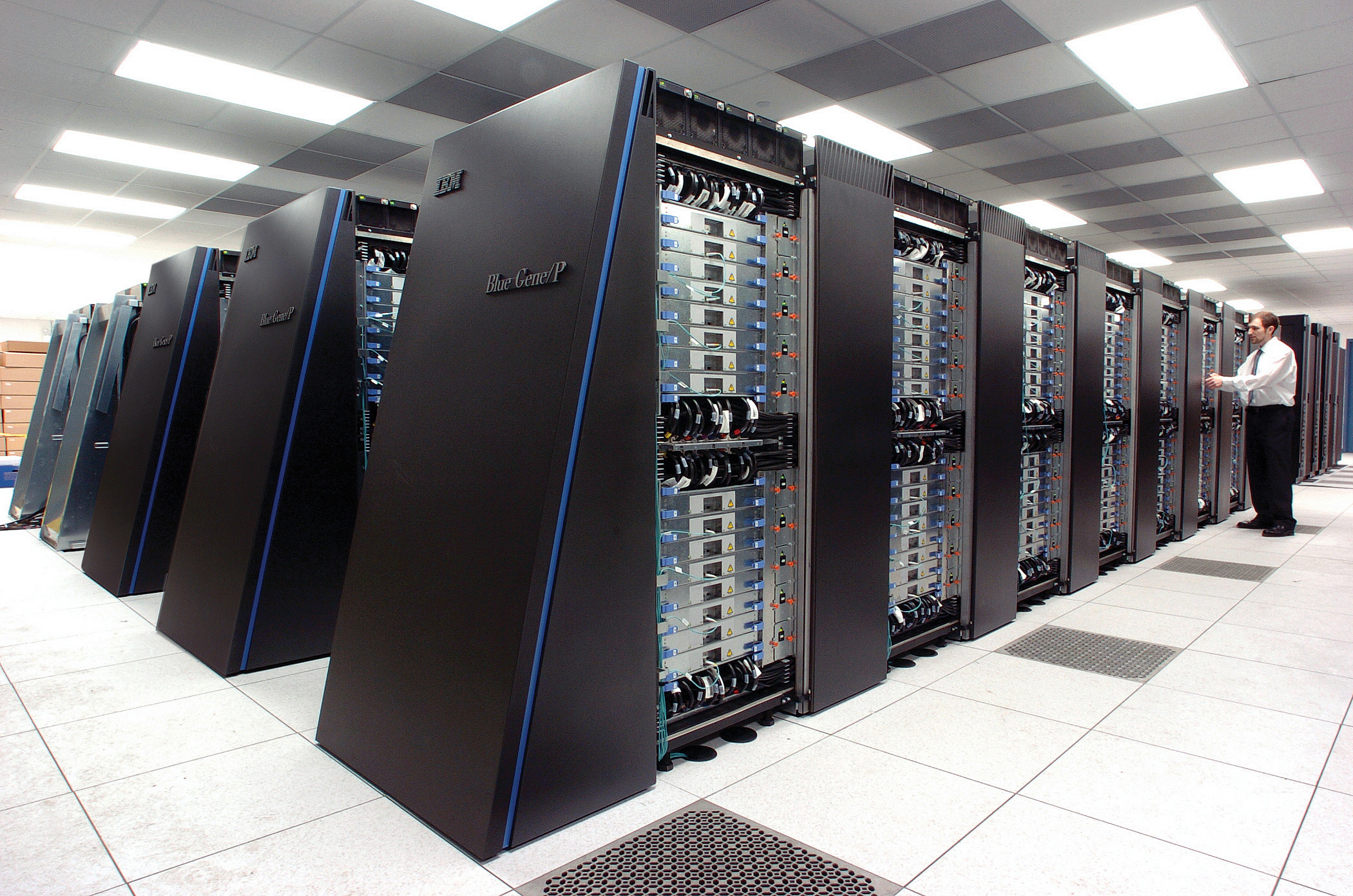
Суперкомп'ютер Blue Gene в Argonne National Lab

Суперкомп'ю́тер (англ. supercomputer) — сучасний термін, який використовують для позначення класу наявних найпотужніших комп'ютерних систем.
Суперкомп'ютери, зазвичай, використовують для розв'язання складних наукових та інженерних задач, які вимагають виконання великої кількості математичних операцій та(чи) працюють з великими обсягами даних.
Поняття суперкомп'ютер є відносним в часі. Потужність комп'ютерної системи оцінюють в порівнянні з наявними на певний момент комп'ютерними системами широкого використання та рівнем розвитку технологій.

## Перші суперкомп'ютери

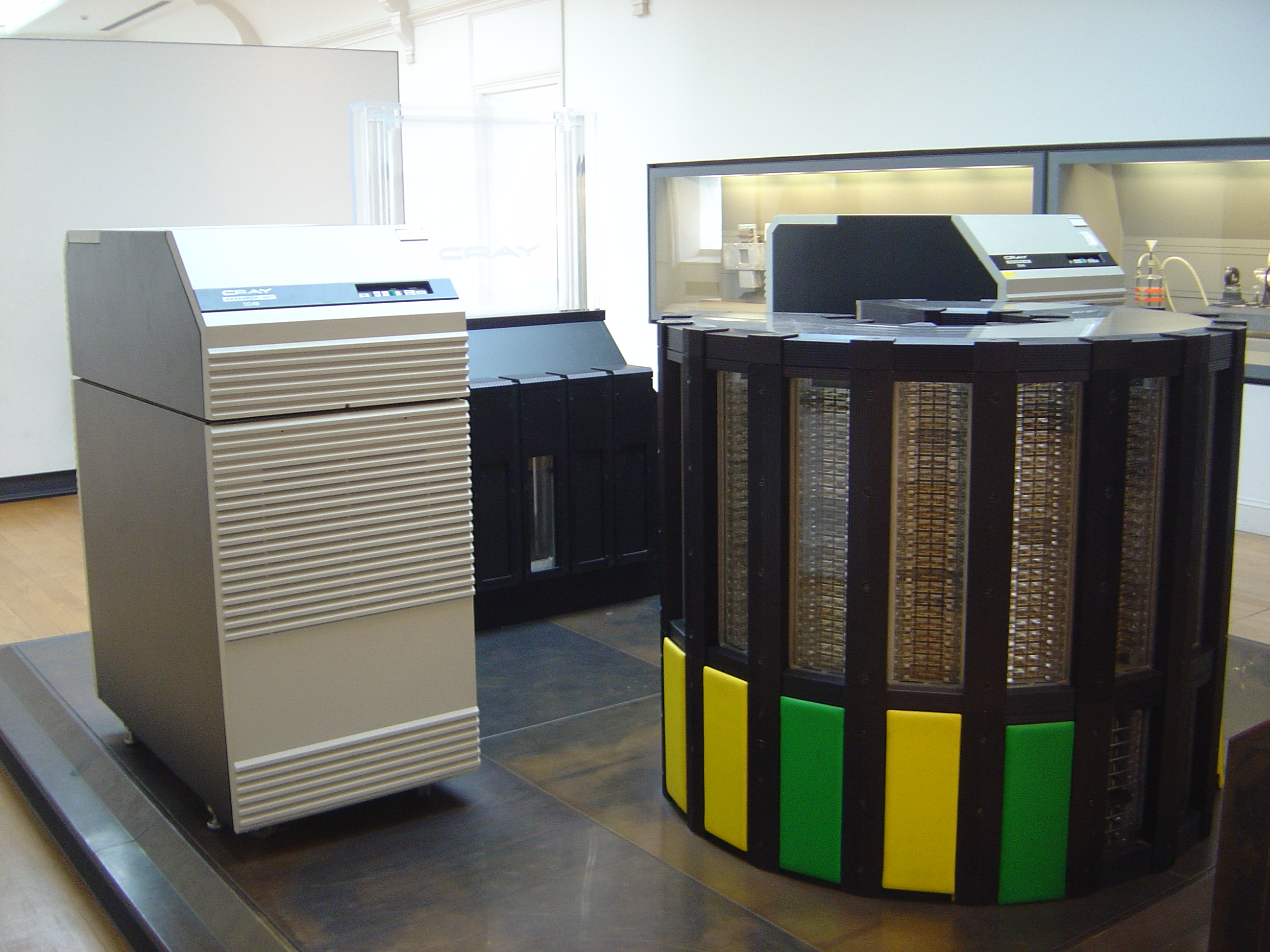
Суперкомп'ютер Cray 2, 1985 р.

Початком ери суперкомп'ютерів можна, мабуть, назвати 1976 рік, коли з'явилася перша векторна система Cray-1. Працюючи з обмеженим в той час набором програм, Cray 1 показала настільки вражаючі[уточнити] порівняно зі звичайними системами результати, що заслужено отримала назву «суперкомп'ютер» і визначила розвиток всієї індустрії високопродуктивних обчислень ще довгі роки. Але більш ніж за два десятиліття спільної еволюції архітектур і програмного забезпечення на ринку з'являлися системи, характеристики яких кардинально відрізняються, тому саме поняття «суперкомп'ютер» стало багатозначним і переглядати його довелося неодноразово.
Спроби дати визначення суперкомп'ютера спираючись тільки на продуктивність призвели до необхідності постійно піднімати планку, що відокремлює його від робочої станції або навіть звичайного настільного комп'ютера. Тільки за останні 15 років норми змінювалися кілька разів. За визначенням Оксфордського словника обчислювальної техніки 1986 року, для того, щоб отримати цю горду назву, потрібно було мати продуктивність в 10 мегафлоп (мільйонів операцій з рухомою комою в секунду). На початку 90-х була подолана відмітка 200 мегафлоп, потім 1 гігафлопа.

## Суперкомп'ютери в сучасному суспільстві

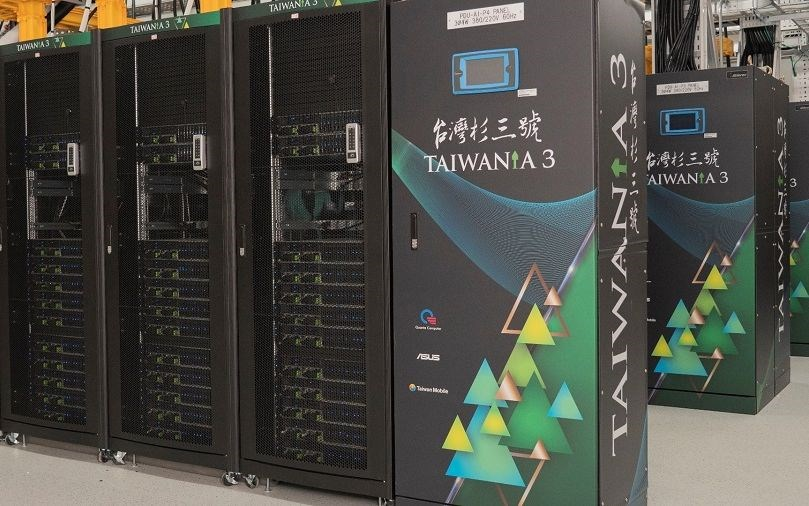
Суперкомп'ютер Taiwania 3, запущений у 2020 р.

У сучасному світі суперкомп'ютери стали робочим інструментом в наукових дослідженнях та інженерних розрахунках. Академік РАН Веліхов Е. П. назвав їх основною технологічною зброєю XXI ст. Необхідність у високопродуктивних обчислювальних системах зі значним обсягом пам'яті обумовлена ускладненням математичних моделей за рахунок врахування великої кількості досліджуваних факторів, використанням системного підходу в моделюванні (моделюється не один об'єкт, а одночасно група об'єктів та явищ, або середовище в цілому), реалізацією динамічної візуалізації результатів розв'язування прикладних задач та інше. Суперкомп'ютери відіграють важливу роль при розв'язуванні економічних, екологічних, біоінженерних, медичних, бюджетно-фінасових, науково-технічних, оборонних загальнодержавних та інших задач. Вони використовуються для побудови і дослідження кліматичних моделей, прогнозування змін в атмосфері та гідросфері Землі, моделювання побудови білка з амінокислот, аналізу результатів діагностики захворювань людини, розробки нових ліків, проєктування нових матеріалів, у генетичному моделюванні тощо, тобто там де для успішного вирішення вагомих прикладних задач і досягнення якісно нових результатів потрібні комп'ютери з надзвичайно високою продуктивністю.

## Суперкомп'ютери в Україні
З систем, що працюють в Україні, слід відзначити наступні:
- Центр суперкомп'ютерних обчислень НТУУ «КПІ»,
- Суперкомп'ютерний обчислювальний центр (СОЦ) на базі високопродуктивних кластерних систем СКІТ Інституту кібернетики ім. В. М. Глушкова[2].

Центр суперкомп'ютерних обчислень НТУУ «КПІ» виконує не лише внутрішні завдання університету, але і задачі галузевих інститутів, навчальних закладів України і grid-користувачів з будь-якої точки світу. Він тісно співпрацює в цьому плані з Інститутом теоретичної фізики та Інститутом математики НАН України, Державним космічним агентством України тощо.
Суперкомп'ютерний обчислювальний центр (СОЦ) на базі високопродуктивних кластерних систем СКІТ створений Національною академією наук України в Інституті кібернетики ім. В. М. Глушкова.
Серед задач, які розв'язуються зараз[коли?] в СОЦ НАН України, — попередження екологічних катастроф, обробка і інтерпретація геофізичних даних для розвідки нафти і газу, моделювання і прогнозування погоди, а також наслідків шкідливих викидів в атмосферу.
СОЦ успішно[джерело?] розробляє багато інших, більш специфічних технологій, починаючи з пошуку оптимального розташування аварійних служб і станцій швидкої допомоги, виявлення проривів нафтопроводів і прогнозування пошкодження посівів зернових, до складних технологій протиракетної оборони, запобігання терористичним акціям, оцінки інвестиційних проєктів, ринкових досліджень тощо.[джерело?]
Обчислювальні потужності СОЦ також використовуються іншими організаціями для проведення більш ресурсомістких розрахунків, наприклад, Інститутом молекулярної біології і генетики НАН України.

## Галузі застосування суперкомп'ютерів

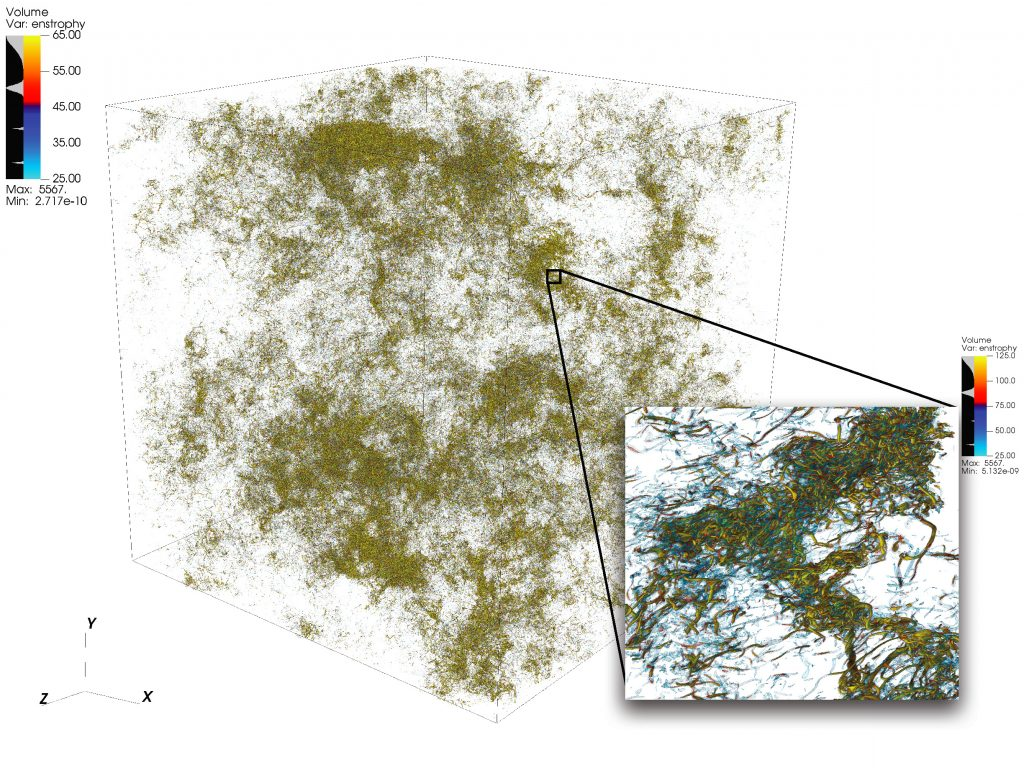
Детальна симуляція турбулентності, виконана на IBM AC922 Summit у 2019 р.

Суперкомп'ютери використовуються в усіх сферах, де для вирішення завдання застосовується чисельне моделювання; там, де потрібен величезний обсяг складних обчислень, обробка великої кількості даних в реальному часі, або рішення задачі може бути знайдено простим перебором безлічі значень безлічі вихідних параметрів (метод Монте-Карло).
Вдосконалення методів чисельного моделювання відбувалося одночасно з удосконаленням обчислювальних машин: чим складніше були завдання, тим вище були вимоги до створюваних машин; чим швидше були машини, тим складніше були завдання, які на них можна було вирішувати. Спочатку суперкомп'ютери застосовувалися майже винятково для оборонних завдань: розрахунки з ядерної та термоядерної зброї, ядерних реакторів. Потім, у міру вдосконалення математичного апарату чисельного моделювання, розвитку знань в інших сферах науки — суперкомп'ютери стали застосовуватися і в «мирних» розрахунках, створюючи нові наукові дисципліни, як то: чисельний прогноз погоди, обчислювальна біологія і медицина, обчислювальна хімія, обчислювальна гідродинаміка, обчислювальна лінгвістика та інш., — де досягнення інформатики зливалися з досягненнями прикладної науки.
- Математичні проблеми:
  - Криптографія
  - Статистика
- Фізика високих енергій:
  - процеси всередині атомного ядра, фізика плазми, аналіз даних експериментів, проведених на прискорювачах
  - розробка і вдосконалення атомної і термоядерної зброї, управління ядерним арсеналом, моделювання ядерних випробувань
  - моделювання життєвого циклу ядерних паливних елементів, проєкти ядерних і термоядерних реакторів
- Наука про Землю:
  - прогноз погоди, стану морів і океанів
  - пророкування кліматичних змін та їх наслідків
  - дослідження процесів, що відбуваються в земній корі, для передбачення землетрусів і вивержень вулканів
  - аналіз даних геологічної розвідки для пошуку і оцінки нафтових і газових родовищ, моделювання процесу вироблення родовищ
  - моделювання розтікання річок під час паводку, розтікання нафти під час аварій
- Обчислювальна біологія: фолдінг білка, розшифровка ДНК
- Обчислювальна хімія та медицина: пошук і створення нових ліків
- Фізика:
  - газодинаміка: турбіни електростанцій, горіння палива, аеродинамічні процеси для створення досконалих форм крила, фюзеляжів літаків, ракет, кузовів автомобілів
  - гідродинаміка: потік рідин по трубах, по руслах річок
  - матеріалознавство: створення нових матеріалів із заданими властивостями, аналіз розподілу динамічних навантажень в конструкціях, моделювання креш-тестів при конструюванні автомобілів

## Програмне забезпечення суперкомп'ютерів
Найбільш поширеними програмними засобами суперкомп'ютерів, також як і паралельних або розподілених комп'ютерних систем є інтерфейси програмування застосунків (API) на основі MPI і PVM, і рішення на базі відкритого програмного забезпечення, на зразок Beowulf і openMosix, що дозволяє створювати віртуальні суперкомп'ютери навіть на базі звичайних робочих станцій і персональних комп'ютерів. Для швидкого підключення нових обчислювальних вузлів до складу вузькоспеціалізованих кластерів застосовуються технології на зразок ZeroConf. Прикладом може служити реалізація рендеринга в програмному забезпеченні Shake, що постачається компанією Apple. Для об'єднання ресурсів комп'ютерів, що виконують програму Shake, досить розмістити їх у загальному сегменті локальної обчислювальної мережі.
В даний час кордону між суперкомп'ютерних і загальновживаним програмним забезпеченням сильно розмиті і продовжують розмиватися ще більше разом з проникненням технологій паралелізації і багатоядерності в процесорні пристрої персональних комп'ютерів і робочих станцій. Виключно суперкомп'ютерних програмним забезпеченням сьогодні можна назвати лише спеціалізовані програмні засоби для управління та моніторингу конкретних типів комп'ютерів, а також унікальні програмні середовища, створювані в обчислювальних центрах під «власні», унікальні конфігурації суперкомп'ютерних систем.

## Розподілені суперкомп'ютери

### Опортуністичні підходи
Опортуністичні суперкомп'ютери - це форма мережевих грід-обчислень, згідно з якою "супер віртуальний комп'ютер" є низка багатьох добровільно пов'язаних обчислювальних машин які виконують дуже великі обчислювальні завдання. Приклад платформа Berkeley Open Infrastructure for Network Computing (BOINC)

## Розвиток суперкомп'ютерної техніки

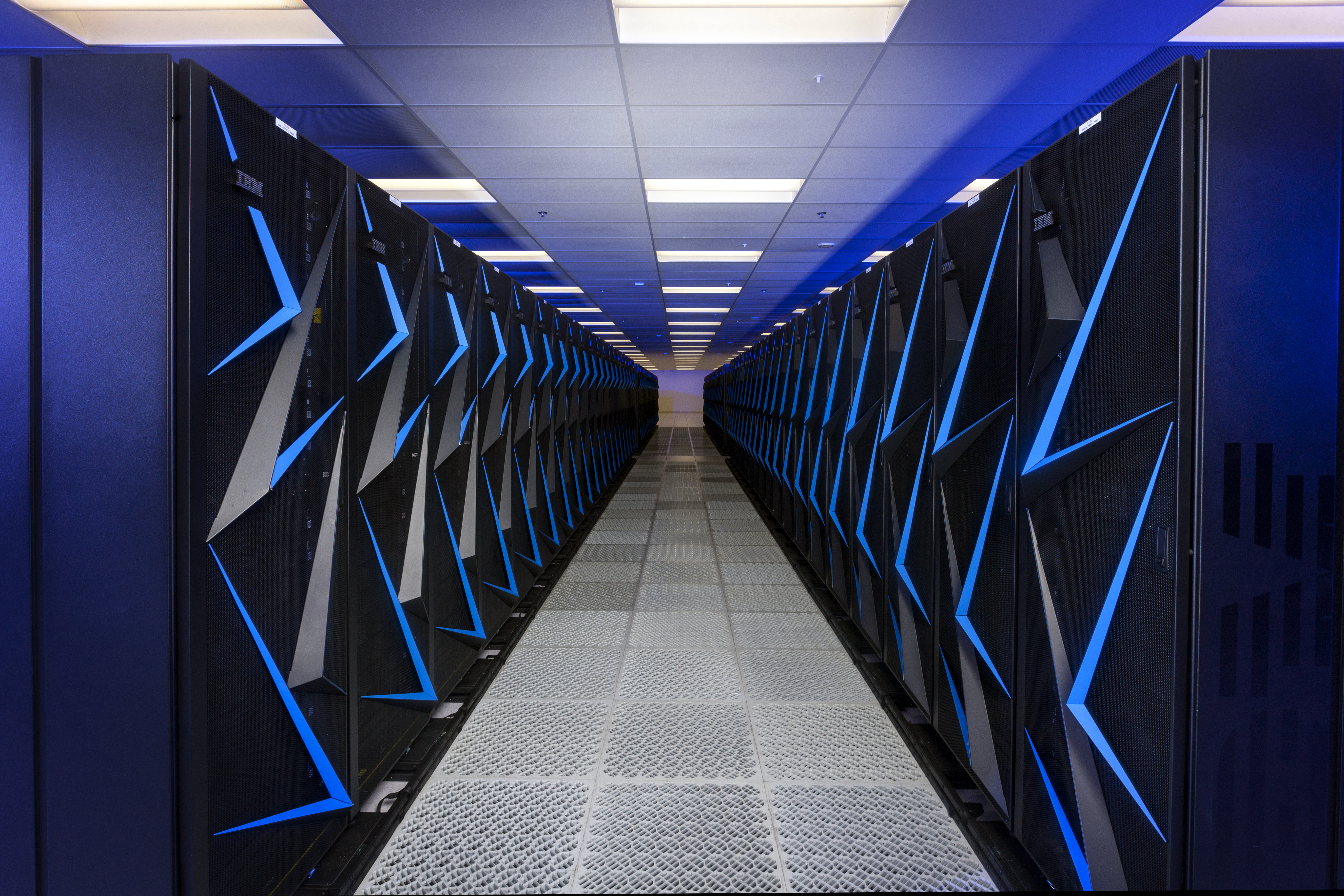
Суперкомп'ютер Sierra, 2018 р.

Передові держави відповідально ставляться до суперкомп'ютерної проблеми. Так, наприклад, уряд Японії на 2010 р. для створення національного суперкомп'ютера виділив 253 млн доларів бюджетних грошей. Компанія IBM наразі[коли?] працює над створенням суперкомп'ютера Blue Waters, здатного досягти продуктивності 16 петафлопс. В 2012 р. ІВМ випустили суперкомп'ютер IBM Sequoia з потужністю 20 петафлопс. Цей комп'ютер використовується для моделювання випробувань ядерної зброї. Уже здійснено запуск суперкомп'ютерного кластера на базі IBM BladeCenter з потужністю 10 терафлопс в Казахстансько-Британському технічному університеті, який в 12 редакції Тор50 посів 19 місце.
В 2019 році, у Білорусі планувалося введення до експлуатації суперкомп'ютера з продуктивністю на рівні ексафлопсів (1018операцій за секунду)[джерело?].
За даними ЗМІ Китайський Національний університет оборонних технологій (англ. The National University of Defense Technology, NUDT) в 2017 році будував один із трьох до-ексафлопсових суперкомп'ютерів, які на той час будувались в Китаї. Новий суперкомп'ютер буде знаходитись в Національному суперкомп'ютерному центрі в Тяньцзінь, а не в Гуанчжоу. Очікується, що машину буде побудовано на основі процесорів архітектури ARM та, ймовірно, з пришвидшувачами Matrix2000 DSP. Також відбувались роботи з модернізації суперкомп'ютера Sunway TaihuLight із використанням перспективного процесора Shenwei, що знаходиться в Національному суперкомп'ютерному центрі в Цзінань. Також відбувалась спільна робота з AMD над суперкомп'ютером, в якому буде використано (як очікується) процесори типу Epyc та, ймовірно, графічні пришвидшувачі Radeon Instinct.
В січні 2018 року Єврокомісія ухвалила рішення розпочати роботи зі створення ексафлопсових суперкомп'ютерів в Європі. Загальний бюджет програми становить близько €1 млрд, €486 млн з них буде виділено з бюджету програми Горизонт 2020, решту становитимуть внески 13 країн-членів союзу. Буде створена організація EuroHPC, яка має здійснити всі необхідні дослідження та до 2023 року побудувати два ексафлопових суперкомп'ютера. Станом на початок 2018 року в списку Топ-500 найпотужніших суперкомп'ютерів знаходилось 105 машини з ЄС, проте найпотужніші системи перебували в Китаї та Сполучених Штатах. Серед основних задач програми EuroHPC стоїть подолання відставання від лідерів.
В листопаді 2020 року компанія Cerebras повідомила, що комп'ютер, побудований із використанням ШІ-прискорювача її виробництва зміг обчислити задачу із згорянням вугільного пилу в камері згоряння ТЕЦ швидше за суперкомп'ютер Joule, який посідав 69-те місце в тогочасному списку ТОП500. ШІ-прискорювач CS-1 містить в одному чіпі процесор з 400 000 ядрами та 18 ГБ оперативної пам'яті.
Наприкінці 2023 року, іспанські розробники представили новий європейський суперкомп’ютер MareNostrum 5, який здатний виконувати 314 трильйонів операцій на секунду. Цей суперкомп’ютер входить до десятки найпотужніших суперкомп’ютерів світу та відрізняється не лише своєю потужністю, але й високою енергоефективністю, оскільки він живиться від поновлювальної енергії. MareNostrum 5 розміщений у центрі суперкомп’ютерів м. Барселони (Іспанія) та буде використовуватися для широкого кола наукових та промислових завдань, починаючи з березня 2024 року.
25 травня 2024 року, згідно повідомлення агентства Reuters, американський бізнесмен Ілон Маск повідомив інвесторів, що його стартап зі штучного інтелекту (ШІ) xAI планує створити суперкомп’ютер для наступної версії чат-бота Grok зі ШІ. Згідно зі звітом, Маск заявив, що хоче запустити запропонований суперкомп’ютер вже до осені 2025 року, додавши, що xAI може співпрацювати з Oracle (ORCL.N). Більш того, він також розраховує на те, що для навчання моделі Grok 2 знадобиться близько 20000 графічних процесорів Nvidia H100, а модель Grok 3 і наступні потребуватимуть — 100000 чіпів Nvidia H100. За прогнозом, після завершення роботи, з'єднані групи мікросхем флагманських графічних процесорів H100 від Nvidia, будуть щонайменше в чотири рази потужнішими за найбільші кластери графічних процесорів, які існують на сьогодні.
У вересні 2024 році, згідно з останнім звітом The Information, компанія Meta Platforms наблизилася до завершення розробки одного з наймогутніших суперкомп’ютерів, який буде оснащений понад 100 000 графічними процесорами NVIDIA H100. Цей проєкт призначений для навчання нової моделі Llama 4 і має значно розширити можливості ШІ Meta. Запуск нового суперкомп’ютера планується на жовтень чи листопад 2024 року.
Одночасно з Meta Platforms, у вересні 2024 року, корпорація Microsoft оголосила про партнерство з Atom Computing для створення найпотужнішого у світі квантового суперкомп’ютера. Нова система стане кроком у розвитку обчислювальної платформи Azure Quantum і буде доступною для комерційного використання. Новий квантовий комп’ютер інтегруватиме систему квантових обчислень на нейтральних атомах Atom Computing в екосистему віртуалізації кубитів (квантових бітів) Microsoft Azure Quantum.